# 詩編51

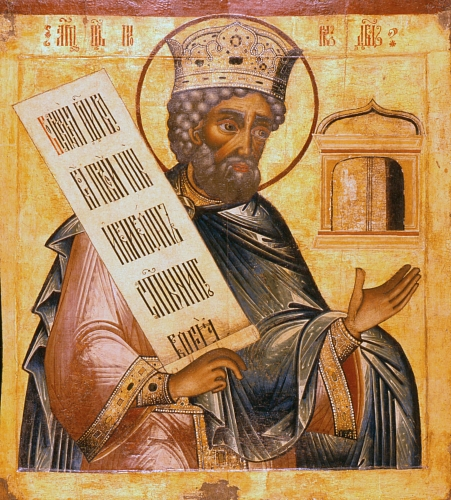
聖王ダヴィド（ダビデ）のイコン（18世紀・キジ島・ロシア正教会）。

詩編51（しへんごじゅういち、英語: Psalm 50）または詩篇51、第50聖詠（ギリシア語: Ψαλμός 50, ロシア語: Псалом 50）はユダヤ教聖書（キリスト教の旧約聖書）の「詩編」51番目（正教会の聖詠経では第50番目）で、神の目に罪を犯してしまった時に、神に赦しを請う時に使う。新共同訳聖書では「神よ、わたしを憐れんでください」で、新改訳聖書（51番）では「神よ。御恵みによって、私に情けをかけ、」で、聖詠経では「神よ、爾の大なる（おおいなる）憐みに因りて（よりて）我を憐み、」で始まる。

## テーマ
ダヴィド（ダビデ）が、ウリヤの妻であったヴィルサヴィヤ（バテシバ）と姦通したのち、夫ウリヤを死なせる事で奪って妻としたことを、預言者ナファン（ナタン）に叱責された際に詠った痛悔の聖詠（詩篇）と伝えられるもの。経緯は列王記第二巻（サムエル記下）11章3節 - 12章25節に書かれている。

## 詩
詩は21節よりなっている。
01. 【指揮者によって。賛歌。ダビデの詩。

02. ダビデがバト・シェバと通じたので預言者ナタンがダビデのもとに来たとき。】

03. 神よ、わたしを憐れんでください

        御（おん）慈しみをもって。

     深い御（おん）憐れみをもって

        背きの罪をぬぐってください。

04. わたしの咎（とが）をことごとく洗い

     罪から清めてください。

05. あなたに背いたことをわたしは知っています。

     わたしの罪は常にわたしの前に置かれています。

06. あなたに、あなたのみにわたしは罪を犯し

     御目（おんめ）に悪事と見られることをしました。

     あなたの言われることは正しく

     あなたの裁きに誤りはありません。

(以上、新共同訳聖書から）

07/05. ああ、私は咎ある者として生まれ、罪ある者として母は私をみごもりました。

08/06. ああ、あなたは心のうちの真実を喜ばれます。それゆえ、私の心の奥に知恵を教えてください。

09/07. ヒソプをもって私の罪を除いてきよめてください。そうすれば、私はきよくなりましょう。私を洗ってください。そうすれば、私は雪よりも白くなりましょう。

10/08. 私に、楽しみと喜びを、聞かせてください。そうすれば、あなたがお砕きになった骨が、喜ぶことでしょう。

11/09. 御顔を私の罪から隠し、私の咎をことごとく、ぬぐい去ってください。

12/10. 神よ。私にきよい心を造り、ゆるがない霊を私のうちに新しくしてください。

13/11. 私をあなたの御前から、投げ捨てず、あなたの聖霊を、私から取り去らないでください。

14/12. あなたの救いの喜びを、私に返し、喜んで仕える霊が、私をささえますように。

15/13. 私は、そむく者たちに、あなたの道を教えましょう。そうすれば、罪人は、あなたのもとに帰りましょう。

(以上、新改訳聖書から）

16. 神よ、我が救いの神よ、我を血より救い給え、然せば我が舌は爾の義を讃（ほ）め揚（あ）げん。

17. 主よ、我が唇を啓（ひら）け、然せば我が口は爾の讃美を揚げん、

18. 蓋（けだし）爾（なんぢ）は祭（まつり）を欲せず、欲せば我此（これ）を獻（たてまつ）らん、爾は燔祭（やきまつり）を喜ばず。

19. 神に喜ばるる祭（まつり）は痛悔（つうかい）の霊（たましひ）なり、痛悔して謙遜なる心は、神よ、爾（なんぢ）軽（かろ）んじ給わず。

20. 主よ、爾（なんぢ）の恵（めぐみ）に因（よ）りて恩（おん）をシオンに垂（た）れ、イエルサリムの城垣（じょうえん）を建て給え。

21. 其の時に爾（なんぢ）義（ぎ）の祭（まつり）、獻物（ささげもの）と燔祭（やきまつり）とを喜び饗（う）けん、其の時に人々爾（なんぢ）の祭壇に犢（こうし）を奠（そな）えんとす。

（以上、聖詠経：第七「カフィズマ」）

## 正教会での使用
正教会において、痛悔機密、朝の私祈祷、領聖預備規程の晩祷、晩堂課、早課、第三時課など、使用される場面は多岐にわたり、頻繁に用いられる。洗足式との関連で、第50聖詠中の「イソプを以て我に沃げ（そそげ）、然せば（しかせば）我潔くならん、我を滌へ（あらえ）、然せば我雪より白くならん」の節（9節）が引用されて説明されることもある。

## 聖詠経と詩編における詩番号
「50」の番号付けは正教会で使用する聖詠によるもの聖詠経などでは「第五十聖詠」と漢数字表記される。日本聖書協会訳の詩篇では第51篇に相当する。この数字の違いは、正教会の聖詠はギリシャ語の七十人訳聖書を底本にしている一方で、日本聖書協会訳の詩篇がヘブライ語聖書（マソラ本文）を定本にしていることに由来する。七十人訳聖書とマソラ本文とでは区切り方が違うことから、日本正教会訳の聖詠と、日本聖書協会訳の詩篇とでは、日本語の訳文のみならず、区切り方・数え方といった構成も異なっている。